# Balthazar Lange
Balthazar Conrad Lange (født 25. marts 1854 i Asker, død 13. september 1937 i Oslo) var en norsk arkitekt.
Lange startede sit arbejdsliv efter at være gået ud af realskolen i Arendal i 1869 med at være assistent i et år hos arkitekten Nestor Thomassen. Han gik derefter i lære som murer, før han i efteråret 1879 tog til Oslo, hvor han blev elev hos arkitekten Jacob Wilhelm Nordan og elev på Den kongelige tegneskole (Tegneskolen) i tre år indtil 1873. I 1873 stiftede han sammen med otte andre Norsk arkitektforening. På trods af det nationale navn kom foreningen imidlertid kun til at bestå af de ni medlemmer i de to år den eksisterede indtil 1875. Lange selv fik et såkaldt håndværksstipendium efter studietiden for at fuldføre sin uddannelse som arkitekt på Polytechnische Institut i Hannover i 1875-1877.
Efter at Lange kom tilbage til Oslo arbejdede han som assistent hos arkitekten August Tidemand i to år og derefter hos stadskonduktør Georg Andreas Bull. Fra 1878 til 1881 var han arkitekt hos statsbanernes anlægskontor, hvor han blandt andet stod for stationsbygninger i Østfold og Vestfold samt Porsgrunn Station. Blandt hans større arbejder som jernbanearkitekt var Trondheim Station, Larvik Station (der har en spejlvendt tvilling i den gamle Tønsberg Station) og en station i Bergen på Vossebanen, der nu er revet ned. Disse stationer er i tegl, mens Sandefjord Station fra 1881 er i træ. Stationsbygninger i træ bygger i stor grad Peter Andreas Blix' typetegninger for stationer.
Lange tegnede også flere bygninger i Arendal, idet han var gift med Elise Kløcker, der tilhørte byens borgerskab. Han tegnede blandt andet en ny bankbygning til Arendals Sparebank, der imidlertid aldrig blev opført, da banken gik konkurs i 1886.
Lange blev bygningsinspektør hos stadsarkitekten i Oslo, og i 1898 blev han ny stadsarkitekt, hvilket han forblev indtil han gik af med pension i 1920.

## Andre arbejder
- Aspedammen Station (1879)
- Uranienborg kirke (1880)
- Stationsbygning, Sem Station (1881)
- Holmenkollen sanatorium (nu Scandic Holmenkollen Park) (1894)
- Foss videregående skole (1899)
- Bækkegatens politistasjon (senere Grønland politistasjon, nu Interkulturelt Museum), Tøyenbekken 1-5 (1900–02)
- Majorstuen skole (1906)
- Ombygning af Uranienborg skole (1913)
- Sagene Brandstation (1913)
- Hegdehaugen skole (1916)
- Ila skole (1916)